# Digitoramispora caribensis
Digitoramispora caribensis är en svampart som beskrevs av R.F. Castañeda & W.B. Kendr. 1990. Digitoramispora caribensis ingår i släktet Digitoramispora, divisionen sporsäcksvampar och riket svampar.   Inga underarter finns listade i Catalogue of Life.